# Léon Weil
Léon Roger Weil (16 juli 1896 - Parijs, 6 juni 2006)  was een Frans oud-militair, verzetsstrijder en vertegenwoordiger.
Hij was een van de laatst overgebleven oud-strijders uit de Eerste Wereldoorlog. Op zijn twintigste werd hij indertijd gemobiliseerd bij de Franse bergtroepen en vocht hij vervolgens op diverse plaatsen, onder andere op de Chemin des Dames, een bekende veldslag uit 1917 in Noord-Frankrijk waarbij meer dan 150.000 militairen omkwamen, en in de Val-de-Marne. 
Tijdens de Tweede Wereldoorlog zat Weil bij de Résistance, het Franse verzet tegen de Duitse bezetter. Zijn verzetsnaam luidde Victor.
In het burgerleven was hij vertegenwoordiger in dameskleding.
Zijn hobby's bestonden uit boksen (in zijn jeugd was hij een begenadigd bokser) en veelvuldig theaterbezoek. Tot op hoge leeftijd was hij lichamelijk actief: zo zwom hij nog tot op zijn 102e jaar.
Léon Weil overleed op bijna 110-jarige leeftijd.